# Karaś srebrzysty
Karaś srebrzysty (Carassius gibelio) – gatunek słodkowodnej ryby z rodziny karpiowatych (Cyprinidae), długo uznawany za podgatunek Carassius auratus gibelio karasia chińskiego. Nazywany jest również japończykiem.

## Występowanie
Karaś srebrzysty jest uważany za gatunek autochtoniczny dorzecza Amuru. Został introdukowany w  środkowej i wschodniej Europie, na Syberii, w zlewiskach Morza Czarnego, Kaspijskiego, Aralskiego i Azowskiego.
Biotop: Śródlądowe wody słodkie.

## Opis
Z wyglądu podobny do karasia chińskiego, ale inaczej ubarwiony – grzbiet stalowogranatowy, boki srebrzyste. Inne widoczne zewnętrzne różnice polegają na tym, że jest trochę mniej wygrzbiecony. Górna krawędź płetwy grzbietowej jest nieco wklęsła. Ostatnie, twarde promienie płetwy grzbietowej i odbytowej są bardzo grubo piłkowane.
RozmiaryDługość ciała przeciętnie do 15–35 cm
Masa ciała przeciętnie do 1,5 kg

PokarmBezkręgowce bentosowe, rzadko rośliny.
RozmnażanieNa większości obszaru Polski i Europy Zachodniej populacje karasia srebrzystego składają się wyłącznie lub niemal wyłącznie z samic. Rozmnażanie takich populacji odbywa się na drodze gynogenezy: w tarle uczestniczą samce innych gatunków z rodziny karpiowatych, których plemniki, nie uczestnicząc w zapłodnieniu, stymulują do partenogenetycznego rozwoju komórki jajowe samic karasia srebrzystego. W pozostałych populacjach tarło odbywa od maja do lipca, samica składa przeciętnie ok. 150 000 jaj.
Znaczenie gospodarczeW Polsce nie ma znaczenia gospodarczego.
Choroby
Może zapadać na  martwicę układu krwiotwórczego karasi wywoływaną przez wirusa Cyvirus cyprinidallo2.